# Roma (pel·lícula de 2004)
Roma és una pel·lícula argentino-espanyola dramàtica de 2004 dirigida per Adolfo Aristarain i protagonitzada per Juan Diego Botto, Susú Pecoraro i José Sacristán. El guió va ser escrit per Aristarain, Mario Camus i Kathy Saavedra, sobre història d'Adolfo Aristarain. Es va estrenar el 15 d'abril de 2004.

## Sinopsi
Roma Di Toro (Susú Pecoraro) és la mare de Joaquín Goñez (protagonitzat de jove per Juan Diego Botto i d'adult per José Sacristán), un escriptor argentí establert a Espanya. Aquest contracta a un jove escriptor i corrector literari anomenat Manuel Cueto, també interpretat per Botto (com a possible metàfora que tot succeeix en la ment de Joaquín Goñez i com a recurs d'identificació entre tots dos), perquè l'ajudi a escriure la seva autobiografia. En relatar les seves experiències, l'escriptor estableix un vincle emocional amb el seu propi passat i la seva memòria, recordant la seva joventut viscuda a l'Argentina dels anys 1960 i 1970, el clima polític durant aquesta, el seu gran amor, Reneé, i sobretot, la relació amb qui li donaria un curs a la seva vida: la seva mare, Roma.

## Repartiment
- Susú Pecoraro... Roma Di Toro
- Juan Diego Botto... Manuel Cueto/Joaquín Góñez (jove)
- José Sacristán... Joaquín Góñez (als 60 anys)
- Marcela Kloosterboer... Reneé
- Maximiliano Ghione... Guido
- Gustavo Garzón... pare de Joaquín Góñez
- Marina Glezer... Alicia
- Jean Pierre Noher... Pando
- Vando Villamil ... Áteo di Toro
- Marcos Woinski ... Afinador
- Agustín Garvie ... Joaquín Góñez (nen)
- Carla Crespo... Betty
- Marcos Mundstock... Gustavo Smirnoff
- Raúl Rizzo... Doctor Cassano
- Alberto Jiménez ... Editor (fill)
- Ángel Facio ... Editor (pare)
- María Galiana... Portera
- Maxi Zago ... Simón
- Diego Topa ... Figueroa
- Tony Lestingi... Tío Juan
- Héctor Malamud... Kaminsky
- Cecilia Labourt ... Dora
- Gabriel Fernández ... Maestro
- Elena Gowland ... Miss Gleesson
- Daniel Dibiase ... Servicio 1
- Diego Topa... Bautista

## Premis i nominacions
- 2005: Festival de Cinema d'Espanya de Tolosa de Llenguadoc, Violeta d'Or, a la millor actriu i al millor guió.[4]
- 2005: Premis Còndor de Plata de l'Associació Argentina de Crítics de Cinema, millor pel·lícula, millor director, millor actriu protagonista (Susú Pecoraro).[5]
- 2004: Premis Clarín Espectacles a la millor actriu (Susú Pecoraro).
- 2004: Festival Internacional del Nou Cinema Llatinoamericà de l'Havana, Premi del Públic, a la millor actriu (Susú Pecoraro) i al millor guió.
- XIX Premis Goya: nominada a la millor pel·lícula, millor direcció, millor fotografia i guió original.[6]
- Festival Internacional de Cinema de Sant Sebastià 2004: nominada a la Conquilla d'Or.[7]